# Radikal 199
Radikal 199 mit der Bedeutung „Weizen, Getreide“ ist eines von sechs der 214 traditionellen Radikale der chinesischen Schrift, die mit elf Strichen geschrieben werden.
Mit 12 Zeichenverbindungen in Mathews’ Chinese-English Dictionary gibt es nur wenige Schriftzeichen, die unter diesem Radikal im Lexikon zu finden sind. 
Radikal Weizen nimmt nur in der Langzeichen-Liste traditioneller Radikale, die aus 214 Radikalen besteht, die 199. Position ein. 
Das Zeichen für Weizen zeigt eine struppige Pflanze. Auf den Orakelknochen erhielt das Zeichen bereits seine Form. Im Jahr 1958 wurde eine vereinfachte Form mit nur sieben Strichen eingeführt (Kurzzeichen: 麦). 
Das Piktogramm für Weizen setzt sich aus zwei Teilen zusammen: Oben zeigt es die vollen, nach unten hängenden Ähren, unten steht das Zeichen „fortschreiten“. Es ist der reifende Weizen. Der Radikal wird auch für Gerste verwendet. Mit dem Zeichen „Schale“ bildet man die „Kleie“. „Weizen“ und „Herbst“ ergeben einen Ausdruck, der im Sinne von „Schulferien“ gebraucht wird. Während der Erntezeit im Herbst bleiben in ländlichen Gegenden die Schulen geschlossen, weil die Schüler helfen müssen. Um die „Ernte“ zu schreiben, muss man dem Radikal noch „aufnehmen“ hinzufügen. 
Die Ur-Bedeutung von 麦 (mai) ist kommen, was in den Komponenten der Orakelknochen und Siegelschrift-Form deutlich wird, die aus 来 (lai) und dem Fuß 止 (= 足 zu) bestehen. 来 (lai = kommen) sah ursprünglich einer Weizenähre ähnlich und bedeutete auch Weizen, Gerste. Heute hingegen ist aber die Bedeutung gerade umgekehrt: 麦 (mai = Getreide) und 来 (lai = kommen). Die von 麦 (mai) regierten Zeichen stehen im Bedeutungsfeld Getreide wie zum Beispiel 麸 (fu = Weizenkleie). Insgesamt unterstehen dem Radikal 麦 (mai) jedoch nicht viele Zeichen, nicht einmal das Mehl: 面 (mian). Allerdings ist dies ein Ergebnis der chinesischen Zeichen-Verkürzung. Das Mehl unterstand ursprünglich dem Getreide. Um dieses Zeichen zu verkürzen, wurde hier ausgerechnet sein Sinnträger geopfert und der Lautträger 面 (mian) beibehalten. Da 面 (mian) allein auch Gesicht heißt, gilt heute für Mehl und Seite dasselbe Zeichen.
Schreibvariante des Radikals: 麦

## Schriftzeichenverbindungen, die vom Radikal 199 regiert werden
| Striche | Zeichen        |
| ------- | -------------- |
| +0      | 麥 麦          |
| +03     | 麧             |
| +04     | 麨 麩 麪 麫 麸 |
| +05     | 麬 麭 麮       |
| +06     | 麯 麰          |
| +07     | 麱 麲          |
| +08     | 麳 麴 麹 麺    |
| +09     | 麵             |
| +11     | 麶             |
| +18     | 麷             |

 Im Unicodeblock Kangxi-Radikale ist das Radikal 199 unter der Codepointnummer 12.230 (U+2FC6) codiert.